# Solomon Saddle
Der Solomon Saddle ist ein 1850 m hoher und verschneiter Bergsattel im ostantarktischen Viktorialand. In der Royal Society Range liegt er zwischen den Kopfenden des Solomon- und des Foster-Gletschers.
Das Advisory Committee on Antarctic Names benannte ihn 1994 in Anlehnung an die Benennung des Solomon-Gletschers. Dessen Namensgeber ist die US-amerikanische Atmosphärenchemikerin Susan Solomon (* 1956).